# Diecezja Nakhon Ratchasima
Diecezja Nakhon Ratchasima – rzymskokatolicka diecezja w Tajlandii. Powstała w 1965 jako wikariat apostolski Nakhorn-Rajasima. W tym samym roku promowana do rangi diecezji. Pod obecną nazwą od 1969.

## Biskupi ordynariusze
- Alain Sauveur Ferdinand van Gaver, † (1965–1977)
- Joachim Phayao Manisap † (1977–2006)
- Joseph Chusak Sirisut, od 2006